# Andreas Speiser
Andreas Speiser (10 de junho de 1885 — 12 de outubro de 1970) foi um matemático e filósofo da ciência suíço.

## Vida e obra
Speiser estudou desde 1904 na Universidade de Göttingen, onde foi aluno de, entre outros, David Hilbert, Felix Klein e Hermann Minkowski. Em 1917 tornou-se professor efetivo da Universidade de Zurique, sendo depois remanejado para Basileia. De 1924 a 1925 foi presidente da Sociedade Matemática da Suíça.

## Publicações selecionadas
- Die Theorie der Gruppen von endlicher Ordnung – mit Anwendungen auf algebraische Zahlen und Gleichungen sowie auf die Kristallographie. Springer 1923, Birkhäuser 1956.
- Klassische Stücke der Mathematik. Orell Füssli 1925 (mit Abdruck von Quellen, u.a. auch Dante, Rousseau).
- Leonhard Euler und die Deutsche Philosophie. Orell Füssli 1934.
- Leonhard Euler. In: Große Schweizer. Atlantis Verlag, Zürich 1939, 1940, S.1-6.
- Die mathematische Denkweise. Rascher 1932, Birkhäuser 1945, 1952.
- Leonhard Euler. Vortrag gehalten an der Generalversammlung des S.I.A. in Basel am 11. September 1949. Schweizerische Bauzeitung, Jg.67, Nr.48. 26. November 1949, Zürich.
- Elemente der Philosophie und Mathematik. Birkhäuser 1952.
- Die Geistige Arbeit. Birkhäuser 1955 (Vorträge).
- Ein Parmenideskommentar – Studien zur Platonischen Dialektik. Koehler, Leipzig, Stuttgart, 1937, 1959.
- Ueber Riemannsche Flächen. Comm.Math.Helvetici (CMH), Bd.2, 1930, S.284.
- Zur Theorie der Substitutionsgruppen.[ligação inativa] Mathematische Annalen, Bd. 75, 1914, S.443.
- Zahlentheoretische Sätze aus der Gruppentheorie.[ligação inativa] Math.Zeitschrift Bd.5, 1919, S.1.
- Naturphilosophische Untersuchungen von Euler und Riemann. Crelle Journal Bd.157, 1927, S.105.
- Zahlentheorie in rationalen Algebren.[ligação inativa] CMH, Bd.8, 1936, S.391.
- Riemann'sche Flächen vom hyperbolischen Typus.[ligação inativa] CMH Bd.10, 1938, S.232.
- Geometrisches zur Riemannschen Zetafunktion. Mathematische Annalen Bd.110, 1934, S.514.
- Einteilung der sämtlichen Werke Leonhard Eulers.[ligação inativa] CMH Bd.20, 1947.